# Dat Eet dan gelukkig zijn
Dat Eet dan Gelukkig Zijn is een Vlaams televisieprogramma op VTM 2 waarin Bockie De Repper Vlaamse gezinnen bezoekt om hun dagelijkse eetgewoonten te verkennen. Tijdens het koken en samen eten gaat hij met hen in gesprek. Wim Opbrouck is voice-over en gaat op humoristische wijze met Bockie in gesprek. Elke aflevering werd opgenomen in een andere stad. Het eerste seizoen werd in februari 2022 uitgezonden. 
Vanaf het tweede seizoen bezocht Bockie De Repper niet alleen onbekende Vlamingen maar ook bekende persoonlijkheden als Ward Lemmelijn en Sergio Quisquater, Helmut Lotti, Zwangere Guy en Lynn Van Royen.  In het derde seizoen in 2024 bezoekt hij ook een schip van de Belgische marine en de Japanse ambassade.

## Ontvangst
In De Morgen werd het programma omschreven als 'verfrissend' en 'humaninterest op onalledaagse wijze' terwijl Humo het typeert als 'één van de warmste programma's die momenteel te bezichtigen vallen'.

## Seizoenen
| Seizoen | Aantal afleveringen | Startdatum      | Einddatum        |
| ------- | ------------------- | --------------- | ---------------- |
| 1       | 8                   | 7 februari 2022 | 28 maart 2022    |
| 2       | 8                   | 12 oktober 2023 | 30 november 2023 |
| 3       | 8                   | 17 oktober 2024 | 5 december 2024  |